# Janine Weber
Janine Weber (født 19. juni 1991) er en kvindelig østrigsk professionel ishockeyspiller. Weber spiller i øjeblikket for Connecticut Whale i National Women's Hockey League (NWHL). Hun spillede tidligere for Boston Pride, New York Riveters og Canadian Women's Hockey Leagues Boston Blades. Med Blades scorede Weber det vindende mål fra stillingen 2-2 til stilling 3-2 mod Montreal Stars i finalen i Clarkson Cup i 2015. Ud over sin amerikanske hockeyerfaring er hun også medlem af Østrigs kvindelige nationale ishockeyhold.